# Gavutu
Gavutu est un îlot dans la Province centrale des Salomon. Elle fait partie de l’archipel des Îles Florida et fait environ 500 mètres de longueur.

## Histoire
Lors de la Seconde Guerre mondiale, l'îlot, ainsi que l'île Tanambogo toute proche, joue un rôle important dans la campagne de Guadalcanal. En 1942, les Japonais y installent une base d'hydravions. Du 7 au 9 août 1942, lors de la bataille de Tulagi et Gavutu–Tanambogo, le 1er bataillon parachutiste de Marine et des éléments du 2e régiment de Marines des États-Unis prennent d'assaut et occupent l'île,.